# Murad Ali Murad
Murad Ali Murad (Lal Wa Sarjangal, 2 luglio 1960) è un generale afghano, vice-ministro dell'interno per la sicurezza dell'Afghanistan fino al 2021.

## Biografia
Murad, di etnia Hazara, è nato a Lal Wa Sarjangal, nella provincia di Ghowr, il 2 luglio 1960.
È stato responsabile per l'Esercito nazionale dell'Afghanistan fin dalla caduta del regime talebano nel 2001 in varie parti del paese. Ha lavorato come vice-capo dello staff dell'Esercito nazionale afghano, è stato posto a tale incarico fin dal 2015 succedendo al generale Sher Mohammad Karimi.